# Cinquième circonscription des Hauts-de-Seine
La cinquième circonscription des Hauts-de-Seine est l'une des 13 circonscriptions législatives françaises que compte le département des Hauts-de-Seine (92) situé en région Île-de-France.

## Description géographique et démographique

### De 1958 à 1967
La Trente-cinquième circonscription du département de la Seine était composée de :
- Commune de Courbevoie
- Commune de La Garenne-Colombes

(Réf. Journal Officiel du 14-15 octobre 1958)

### De 1967 à 1986
La Trente-cinquième circonscription de la Seine devient la Cinquième circonscription des Hauts-de-Seine.

### À partir de 1988
La cinquième circonscription des Hauts-de-Seine est délimitée par le découpage électoral de la loi n°86-1197 du 24 novembre 1986, elle regroupe les divisions administratives suivantes : 
- Canton de Clichy,
- Canton de Levallois-Perret.

La circonscription est peuplée de 123 169 habitants en 2010, contre 104 987 habitants en 1999.

La cinquième circonscription en 1967.
La cinquième circonscription en 1986.

## Historique des députations

### De 1958 à 1986
- 1958 : Edmond Pezé, UNR
- 1962 : Edmond Pezé, UNR
- 1967 : Charles Deprez, RI
- 1968 : Charles Deprez, RI
- 1973 : Charles Deprez, RI
- 1978 : Charles Deprez, UDF
- 1981 : Charles Deprez, UDF

### À partir de 1988
| Législature | Début de mandat | Fin de mandat  | Député               | Parti politique | Observations                                                                          |
| ----------- | --------------- | -------------- | -------------------- | --------------- | ------------------------------------------------------------------------------------- |
| IXe         | 23 juin 1988    | 1er avril 1993 | Patrick Balkany      | RPR             |                                                                                       |
| Xe          | 2 avril 1993    | 21 avril 1997  | Patrick Balkany,     | RPR,            | Mandat écourté à la suite d'une dissolution parlementaire décidée par Jacques Chirac. |
| XIe         | 12 juin 1997    | 18 juin 2002   | Olivier de Chazeaux, | RPR,            |                                                                                       |
| XIIe        | 19 juin 2002    | 19 juin 2007   | Patrick Balkany,     | UMP,            |                                                                                       |
| XIIIe       | 20 juin 2007    | 19 juin 2012   | Patrick Balkany      | UMP             |                                                                                       |
| XIVe        | 20 juin 2012    | 20 juin 2017   | Patrick Balkany      | UMP puis LR     |                                                                                       |
| XVe         | 21 juin 2017    | 21 juin 2022   | Céline Calvez        | REM             |                                                                                       |

## Historique des élections

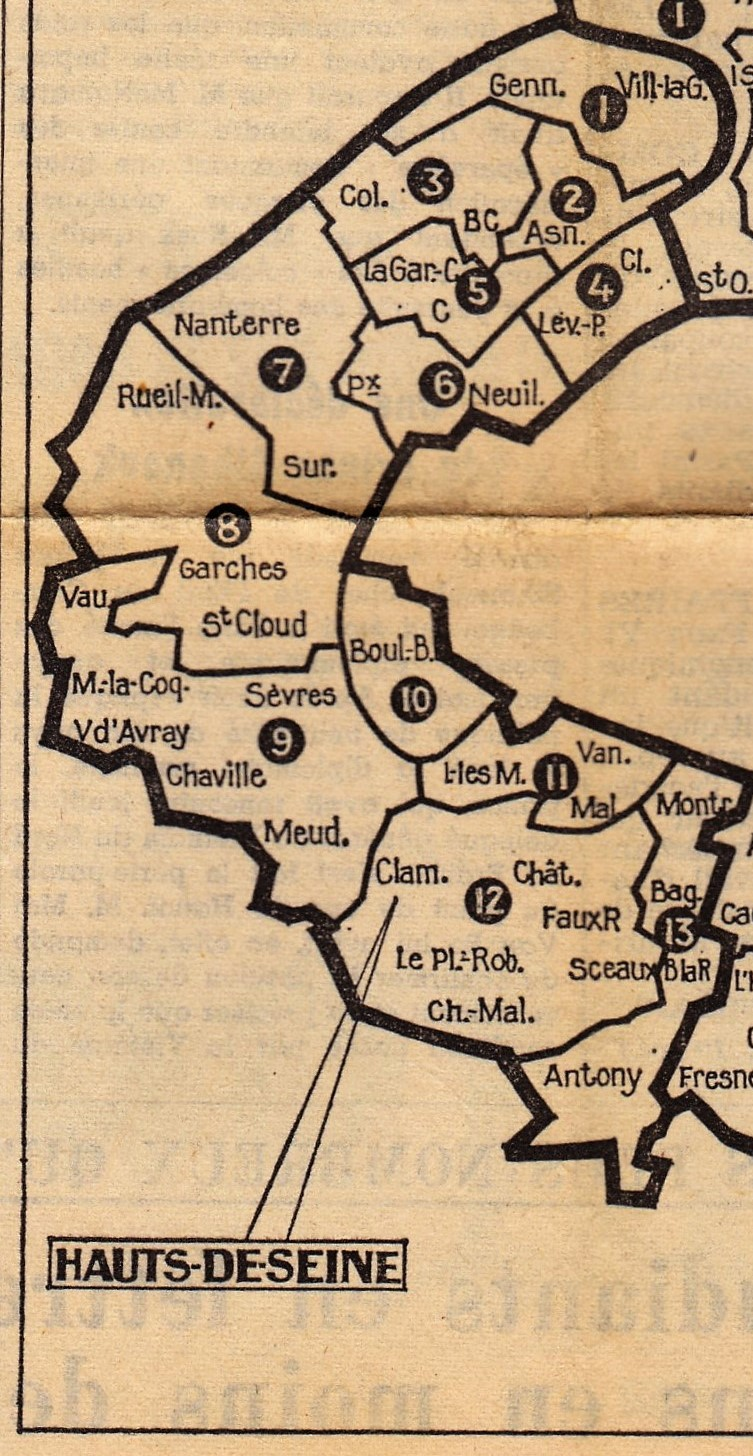
Circonscriptions électorales des Hauts-de-Seine, de 1967 à 1981.

### Élections législatives de 1967
| Candidat         | Candidat                     | Parti          | Premier tour | Premier tour | Second tour | Second tour |  |
| Candidat         | Candidat                     | Parti          | Voix         | %            | Voix        | %           |  |
| ---------------- | ---------------------------- | -------------- | ------------ | ------------ | ----------- | ----------- |  |
|                  | Charles Deprez sortant réélu | RI (UD-Ve)     | 14 938       | 35,75        | 21 201      | 53,80       |  |
|                  | Roger Guérin                 | PCF            | 11 043       | 26,43        | 18 205      | 46,20       |  |
|                  | Robert Grillou               | CD (PDM)       | 5 528        | 13,23        | Retrait     | Retrait     |  |
|                  | Janine Fontaine              | FGDS (CIR)     | 4 554        | 10,90        |             |             |  |
|                  | Edmond Pezé                  | diss. UDR      | 3 346        | 8,01         |             |             |  |
|                  | Daniel Pigot                 | PSU            | 2 375        | 5,68         |             |             |  |
|                  |                              |                |              |              |             |             |  |
| Inscrits         | Inscrits                     | Inscrits       | 52 052       | 100,00       | 52 057      | 100,00      |  |
| Abstentions      | Abstentions                  | Abstentions    | 9 274        | 17,82        | 10 823      | 20,79       |  |
| Votants          | Votants                      | Votants        | 42 778       | 82,18        | 41 234      | 79,21       |  |
| Blancs et nuls   | Blancs et nuls               | Blancs et nuls | 994          | 2,32         | 1 828       | 4,43        |  |
| Exprimés         | Exprimés                     | Exprimés       | 41 784       | 97,68        | 39 406      | 95,57       |  |
| Source : CEVIPOF |                              |                |              |              |             |             |  |

Le suppléant de Charles Deprez était Yves Antelme, ancien officier des Forces navales françaises libres, agent d'encadrement à la Banque de France, de La Garenne-Colombes.

### Élections législatives de 1968
| Candidat         | Candidat                     | Parti          | Premier tour | Premier tour | Second tour | Second tour |  |
| Candidat         | Candidat                     | Parti          | Voix         | %            | Voix        | %           |  |
| ---------------- | ---------------------------- | -------------- | ------------ | ------------ | ----------- | ----------- |  |
|                  | Charles Deprez sortant réélu | RI (UDR)       | 19 003       | 47,81        | 21 921      | 61,05       |  |
|                  | Roger Guérin                 | PCF            | 9 725        | 24,47        | 13 984      | 38,95       |  |
|                  | Jean Gasnier                 | CD (PDM)       | 4 860        | 12,23        |             |             |  |
|                  | Daniel Pigot                 | PSU            | 2 375        | 5,97         |             |             |  |
|                  | Lucien Lebeau                | FGDS (Radical) | 2 151        | 5,41         |             |             |  |
|                  | Fernand Nasse                | Divers (MPR)   | 874          | 2,13         |             |             |  |
|                  | Jean Laidet                  | Divers (TD)    | 788          | 1,98         |             |             |  |
|                  |                              |                |              |              |             |             |  |
| Inscrits         | Inscrits                     | Inscrits       | 50 032       | 100,00       | 50 035      | 100,00      |  |
| Abstentions      | Abstentions                  | Abstentions    | 9 934        | 19,86        | 12 751      | 25,48       |  |
| Votants          | Votants                      | Votants        | 40 098       | 80,14        | 37 284      | 74,52       |  |
| Blancs et nuls   | Blancs et nuls               | Blancs et nuls | 349          | 0,87         | 1 379       | 3,7         |  |
| Exprimés         | Exprimés                     | Exprimés       | 39 749       | 99,13        | 35 905      | 96,3        |  |
| Source : CEVIPOF |                              |                |              |              |             |             |  |

Le suppléant de Charles Deprez était Allain Quéméner, cadre de banque à La Garenne-Colombes.

### Élections de 1973
| Candidat         | Candidat                     | Parti          | Premier tour | Premier tour | Second tour | Second tour |  |
| Candidat         | Candidat                     | Parti          | Voix         | %            | Voix        | %           |  |
| ---------------- | ---------------------------- | -------------- | ------------ | ------------ | ----------- | ----------- |  |
|                  | Charles Deprez sortant réélu | RI (URP)       | 14 874       | 37,68        | 21 635      | 57,22       |  |
|                  | Gérard Lanternier            | PCF            | 8 147        | 20,64        | 16 177      | 42,78       |  |
|                  | Michel Thiercelin            | PS (UGSD)      | 6 183        | 15,67        | Retrait     | Retrait     |  |
|                  | Patrick Hillion              | MR             | 5 836        | 14,79        | Retrait     | Retrait     |  |
|                  | Henri David                  | FN             | 1 670        | 4,23         |             |             |  |
|                  | Daniel Pigot                 | PSU            | 1 560        | 3,95         |             |             |  |
|                  | Jean-Paul Rigollet           | LO             | 875          | 2,22         |             |             |  |
|                  | Jacques Maurin               | FP             | 325          | 0,82         |             |             |  |
|                  |                              |                |              |              |             |             |  |
| Inscrits         | Inscrits                     | Inscrits       | 48 188       | 100,00       | 48 189      | 100,00      |  |
| Abstentions      | Abstentions                  | Abstentions    | 8 150        | 16,91        | 8 367       | 17,36       |  |
| Votants          | Votants                      | Votants        | 40 038       | 83,09        | 39 822      | 82,64       |  |
| Blancs et nuls   | Blancs et nuls               | Blancs et nuls | 568          | 1,42         | 2 010       | 5,05        |  |
| Exprimés         | Exprimés                     | Exprimés       | 39 470       | 98,58        | 37 812      | 94,95       |  |
| Source : CEVIPOF |                              |                |              |              |             |             |  |

Le suppléant de Charles Deprez était Jean Boiselle, UDR, directeur commercial, maire adjoint de La Garenne-Colombes.

### Élections de 1978
| Candidat         | Candidat                     | Parti          | Premier tour | Premier tour | Second tour | Second tour |  |
| Candidat         | Candidat                     | Parti          | Voix         | %            | Voix        | %           |  |
| ---------------- | ---------------------------- | -------------- | ------------ | ------------ | ----------- | ----------- |  |
|                  | Charles Deprez sortant réélu | UDF (PR)       | 16 112       | 38,46        | 23 817      | 57,11       |  |
|                  | Lucette Sirkis               | PS             | 8 146        | 19,45        | 17 885      | 42,89       |  |
|                  | Roger Guérin                 | PCF            | 7 395        | 17,65        | Retrait     | Retrait     |  |
|                  | César Chierici               | RPR            | 4 994        | 11,92        |             |             |  |
|                  | Jean-Pierre Bayard           | Écologie 78    | 2 506        | 5,98         |             |             |  |
|                  | Henri David                  | FN             | 864          | 2,06         |             |             |  |
|                  | Patrick Hillion              | Divers droite  | 773          | 1,85         |             |             |  |
|                  | Gérard Frétellière           | PSU (FA)       | 650          | 1,55         |             |             |  |
|                  | Renée Brunel                 | LO             | 450          | 1,07         |             |             |  |
|                  |                              |                |              |              |             |             |  |
| Inscrits         | Inscrits                     | Inscrits       | 51 698       | 100,00       | 51 697      | 100,00      |  |
| Abstentions      | Abstentions                  | Abstentions    | 8 859        | 17,14        | 9 010       | 17,43       |  |
| Votants          | Votants                      | Votants        | 42 839       | 82,86        | 42 687      | 82,57       |  |
| Blancs et nuls   | Blancs et nuls               | Blancs et nuls | 949          | 2,22         | 985         | 2,31        |  |
| Exprimés         | Exprimés                     | Exprimés       | 41 890       | 97,78        | 41 702      | 97,69       |  |
| Source : CEVIPOF |                              |                |              |              |             |             |  |

Le suppléant de Charles Deprez était Max Catrin, docteur en médecine, maire de La Garenne-Colombes.

### Élections législatives de 1981
|                | Charles Deprez sortant réélu | UDF (PR) (UNM)    | 17 935 | 51,96  |  |  |  |
|                | Lucette Sirkis               | PS                | 10 052 | 29,12  |  |  |  |
|                | Roger Guérin                 | PCF               | 4 532  | 13,13  |  |  |  |
|                | Niliane Tilleul              | Divers écologiste | 1 518  | 4,40   |  |  |  |
|                | Gérard Fretellière           | PSU               | 476    | 1,38   |  |  |  |
|                |                              |                   |        |        |  |  |  |
| Inscrits       | Inscrits                     | Inscrits          | 49 220 | 100,00 |  |  |  |
| Abstentions    | Abstentions                  | Abstentions       | 14 406 | 29,27  |  |  |  |
| Votants        | Votants                      | Votants           | 34 814 | 70,73  |  |  |  |
| Blancs et nuls | Blancs et nuls               | Blancs et nuls    | 301    | 0,86   |  |  |  |
| Exprimés       | Exprimés                     | Exprimés          | 34 513 | 99,14  |  |  |  |

Le suppléant de Charles Deprez était Max Catrin.

### Élections de 1988
| Candidat       | Candidat            | Parti                      | Premier tour | Premier tour | Second tour | Second tour |  |
| Candidat       | Candidat            | Parti                      | Voix         | %            | Voix        | %           |  |
| -------------- | ------------------- | -------------------------- | ------------ | ------------ | ----------- | ----------- |  |
|                | Patrick Balkany élu | RPR (URC)                  | 13 270       | 39,97        | 17 968      | 50,47       |  |
|                | Gilles Catoire      | PS                         | 11 143       | 33,56        | 17 630      | 49,53       |  |
|                | Guy Schmaus         | PCF                        | 4 041        | 12,17        |             |             |  |
|                | Roger Vivant        | FN                         | 3 703        | 11,15        |             |             |  |
|                | Laurent Conversy    | Divers gauche (Maj. prés.) | 913          | 2,75         |             |             |  |
|                | Marc Fumey          | Extrême droite (POE)       | 134          | 0,40         |             |             |  |
|                |                     |                            |              |              |             |             |  |
| Inscrits       | Inscrits            | Inscrits                   | 52 179       | 100,00       | 52 180      | 100,00      |  |
| Abstentions    | Abstentions         | Abstentions                | 18 572       | 35,59        | 15 682      | 30,05       |  |
| Votants        | Votants             | Votants                    | 33 607       | 64,41        | 36 498      | 69,95       |  |
| Blancs et nuls | Blancs et nuls      | Blancs et nuls             | 403          | 1,2          | 900         | 2,47        |  |
| Exprimés       | Exprimés            | Exprimés                   | 33 204       | 98,8         | 35 598      | 97,53       |  |

Le suppléant de Patrick Balkany était Didier Schuller.

### Élections de 1993
| Candidat       | Candidat                      | Parti             | Premier tour | Premier tour | Second tour | Second tour |  |
| Candidat       | Candidat                      | Parti             | Voix         | %            | Voix        | %           |  |
| -------------- | ----------------------------- | ----------------- | ------------ | ------------ | ----------- | ----------- |  |
|                | Patrick Balkany sortant réélu | RPR (UPF)         | 14 129       | 40,78        | 18 907      | 57,95       |  |
|                | Gilles Catoire                | PS (ADFP)         | 6 777        | 19,56        | 13 721      | 42,05       |  |
|                | Alain Gallais                 | FN                | 4 360        | 12,58        |             |             |  |
|                | Guy Schmaus                   | PCF               | 2 652        | 7,65         |             |             |  |
|                | Paul Duprez                   | GÉ (EÉ)           | 2 440        | 7,04         |             |             |  |
|                | Françoise Luneau              | Divers écologiste | 652          | 1,88         |             |             |  |
|                | Roger Vivant                  | CNIP              | 599          | 1,73         |             |             |  |
|                | Robert Crémieux               | SÉGA              | 559          | 1,61         |             |             |  |
|                | Richard Percevault            | LO                | 499          | 1,44         |             |             |  |
|                | Patrick Willig                | LT-LNÉ            | 483          | 1,39         |             |             |  |
|                | Dov Pinhas Yadan              | MDD               | 391          | 1,13         |             |             |  |
|                | Emmanuelle Le Gall            | Divers            | 364          | 1,05         |             |             |  |
|                | Laurent Conversy              | GÉ                | 336          | 0,97         |             |             |  |
|                | Hervé Lefebvre                | UDI               | 230          | 0,66         |             |             |  |
|                | Daniel Dutheil                | PT                | 179          | 0,52         |             |             |  |
|                |                               |                   |              |              |             |             |  |
| Inscrits       | Inscrits                      | Inscrits          | 52 564       | 100,00       | 52 564      | 100,00      |  |
| Abstentions    | Abstentions                   | Abstentions       | 16 776       | 31,92        | 17 477      | 33,25       |  |
| Votants        | Votants                       | Votants           | 35 788       | 68,08        | 35 087      | 66,75       |  |
| Blancs et nuls | Blancs et nuls                | Blancs et nuls    | 1 138        | 3,18         | 2 459       | 7,01        |  |
| Exprimés       | Exprimés                      | Exprimés          | 34 650       | 96,82        | 32 628      | 92,99       |  |

Le suppléant de Patrick Balkany était Didier Schuller, conseiller régional.

### Élections de 1997
| Candidat       | Candidat                | Parti                      | Premier tour | Premier tour | Second tour | Second tour |  |
| Candidat       | Candidat                | Parti                      | Voix         | %            | Voix        | %           |  |
| -------------- | ----------------------- | -------------------------- | ------------ | ------------ | ----------- | ----------- |  |
|                | Catherine Lalumière     | PS                         | 7 522        | 23,06        | 16 477      | 48,74       |  |
|                | Olivier de Chazeaux élu | RPR                        | 7 247        | 22,22        | 17 332      | 51,26       |  |
|                | Alain Gallais           | FN                         | 4 718        | 14,47        |             |             |  |
|                | Isabelle Balkany        | Divers droite (Maj. prés.) | 4 399        | 13,49        |             |             |  |
|                | Michel Limousin         | PCF                        | 2 209        | 6,77         |             |             |  |
|                | Catherine Alfarroba     | Divers                     | 1 828        | 5,61         |             |             |  |
|                | Brigitte Flahault       | LDI (CNIP)                 | 1 242        | 3,81         |             |             |  |
|                | Alain Fournier          | Les Verts                  | 847          | 2,6          |             |             |  |
|                | Christine Desmoulin     | GÉ                         | 916          | 2,5          |             |             |  |
|                | Richard Percevault      | LO                         | 713          | 2,19         |             |             |  |
|                | Laurence Lamy           | US4J                       | 322          | 0,99         |             |             |  |
|                | Jean-Jacques Semoun     | Divers droite              | 265          | 0,81         |             |             |  |
|                | Mireille Court          | LCR                        | 232          | 0,71         |             |             |  |
|                | Luc Benoit              | PT                         | 166          | 0,51         |             |             |  |
|                | Henri Zaslavsky         | IR                         | 87           | 0,51         |             |             |  |
|                | René-Olivier Oster      | Divers                     | 0            | 0            |             |             |  |
|                |                         |                            |              |              |             |             |  |
| Inscrits       | Inscrits                | Inscrits                   | 52 006       | 100,00       | 52 006      | 100,00      |  |
| Abstentions    | Abstentions             | Abstentions                | 18 257       | 35,11        | 16 157      | 31,07       |  |
| Votants        | Votants                 | Votants                    | 33 749       | 64,89        | 35 849      | 68,93       |  |
| Blancs et nuls | Blancs et nuls          | Blancs et nuls             | 1 136        | 3,37         | 2 040       | 5,69        |  |
| Exprimés       | Exprimés                | Exprimés                   | 32 613       | 96,63        | 33 809      | 94,31       |  |

Le suppléant d'Olivier de Chazeaux était Jean Desmaizières, médecin, conseiller municipal de Clichy-la-Garenne.

### Élections de 2002
| Candidat       | Candidat                    | Parti                      | Premier tour | Premier tour | Second tour | Second tour |  |
| Candidat       | Candidat                    | Parti                      | Voix         | %            | Voix        | %           |  |
| -------------- | --------------------------- | -------------------------- | ------------ | ------------ | ----------- | ----------- |  |
|                | Patrick Balkany élu         | Divers droite (Maj. prés.) | 10 430       | 26,89        | 12 713      | 34,47       |  |
|                | Olivier de Chazeaux sortant | UMP                        | 10 311       | 26,58        | 12 067      | 32,72       |  |
|                | Gilles Catoire              | PS                         | 8 707        | 22,45        | 12 096      | 32,8        |  |
|                | Alain Gallais               | FN                         | 2 924        | 7,54         |             |             |  |
|                | Marie-Claude Fournier       | Les Verts                  | 1 105        | 2,85         |             |             |  |
|                | Annie Mendez                | PCF                        | 886          | 2,28         |             |             |  |
|                | Sophie Levamis              | Divers droite              | 794          | 2,05         |             |             |  |
|                | Mireille Gitton             | PRG                        | 772          | 1,99         |             |             |  |
|                | François Morvan             | Pôle républicain           | 379          | 0,98         |             |             |  |
|                | Aïssa Terchi                | Divers                     | 362          | 0,93         |             |             |  |
|                | Félicienne Saint-Val        | LCR                        | 341          | 0,88         |             |             |  |
|                | Philippe Joubert            | Divers                     | 267          | 0,69         |             |             |  |
|                | Mireille Lambert            | LO                         | 232          | 0,6          |             |             |  |
|                | Bernard Tallès              | LT-LNÉ                     | 215          | 0,55         |             |             |  |
|                | Roger Cuculière             | MNR                        | 206          | 0,53         |             |             |  |
|                | Françoise Lefebvre          | Cap21                      | 189          | 0,49         |             |             |  |
|                | Olivier Vassard             | MPF                        | 121          | 0,31         |             |             |  |
|                | Rémi Carillon               | Divers                     | 89           | 0,23         |             |             |  |
|                | Monique Léger               | GÉ                         | 79           | 0,2          |             |             |  |
|                | Danièle Loiseau             | MÉI                        | 76           | 0,2          |             |             |  |
|                | Autres candidats            | Divers                     | 307          | 0,79         |             |             |  |
|                |                             |                            |              |              |             |             |  |
| Inscrits       | Inscrits                    | Inscrits                   | 58 696       | 100,00       | 58 699      | 100,00      |  |
| Abstentions    | Abstentions                 | Abstentions                | 19 427       | 33,1         | 20 944      | 35,68       |  |
| Votants        | Votants                     | Votants                    | 39 269       | 66,9         | 37 755      | 64,32       |  |
| Blancs et nuls | Blancs et nuls              | Blancs et nuls             | 477          | 1,21         | 879         | 2,33        |  |
| Exprimés       | Exprimés                    | Exprimés                   | 38 792       | 98,79        | 36 876      | 97,67       |  |

Le suppléant de Patrick Balkany était Rémy Muzeau, chef d'entreprise, conseiller municipal de Clichy.

### Élections de 2007
| Candidat       | Candidat                      | Parti                      | Premier tour | Premier tour | Second tour | Second tour |  |
| Candidat       | Candidat                      | Parti                      | Voix         | %            | Voix        | %           |  |
| -------------- | ----------------------------- | -------------------------- | ------------ | ------------ | ----------- | ----------- |  |
|                | Patrick Balkany sortant réélu | UMP                        | 17 037       | 42,11        | 19 476      | 55,25       |  |
|                | Gilles Catoire                | PS                         | 9 531        | 23,56        | 15 773      | 44,75       |  |
|                | Stéphane Cochepain            | UDF–MoDem                  | 4 539        | 11,22        |             |             |  |
|                | Rémi Muzeau                   | Divers droite (Maj. prés.) | 3 388        | 8,37         |             |             |  |
|                | Alain Fournier                | Les Verts                  | 1 339        | 3,31         |             |             |  |
|                | Alain Gallais                 | FN                         | 1 163        | 2,87         |             |             |  |
|                | Annie Mendez                  | PCF                        | 937          | 2,32         |             |             |  |
|                | Émilie Goudal                 | LCR                        | 926          | 2,29         |             |             |  |
|                | Marie-Catherine Dutilloy      | LT-LNÉ                     | 344          | 0,85         |             |             |  |
|                | Lakdar Bouakka                | Divers                     | 290          | 0,72         |             |             |  |
|                | Férial Furon                  | Divers droite              | 275          | 0,68         |             |             |  |
|                | Mireille Lambert              | LO                         | 228          | 0,56         |             |             |  |
|                | Stéphanie Rebato              | Divers                     | 207          | 0,51         |             |             |  |
|                | Roger Cuculière               | MNR                        | 132          | 0,33         |             |             |  |
|                | Daniel Dutheil                | PT                         | 124          | 0,31         |             |             |  |
|                |                               |                            |              |              |             |             |  |
| Inscrits       | Inscrits                      | Inscrits                   | 68 265       | 100,00       | 68 265      | 100,00      |  |
| Abstentions    | Abstentions                   | Abstentions                | 27 104       | 39,7         | 30 897      | 45,26       |  |
| Votants        | Votants                       | Votants                    | 41 161       | 60,3         | 37 368      | 54,74       |  |
| Blancs et nuls | Blancs et nuls                | Blancs et nuls             | 701          | 1,7          | 2 119       | 5,67        |  |
| Exprimés       | Exprimés                      | Exprimés                   | 40 460       | 98,3         | 35 249      | 94,33       |  |

### Élections de 2012
| Candidat       | Candidat                      | Parti                      | Premier tour | Premier tour | Second tour | Second tour |  |
| Candidat       | Candidat                      | Parti                      | Voix         | %            | Voix        | %           |  |
| -------------- | ----------------------------- | -------------------------- | ------------ | ------------ | ----------- | ----------- |  |
|                | Patrick Balkany sortant réélu | UMP                        | 14 647       | 36,51        | 19 692      | 51,40       |  |
|                | Gilles Catoire                | PS                         | 12 570       | 31,33        | 18 618      | 48,60       |  |
|                | Loïc Leprince-Ringuet         | Divers droite              | 3 915        | 9,76         |             |             |  |
|                | Geoffroy Rondepierre          | FN                         | 2 340        | 5,83         |             |             |  |
|                | François Delalleau            | FG (PCF)                   | 1 709        | 4,26         |             |             |  |
|                | Alain Fournier                | EÉLV                       | 1 508        | 3,76         |             |             |  |
|                | Mireille Gitton               | PRG (GÉ)                   | 942          | 2,35         |             |             |  |
|                | Alvine Moutongo-Black         | MoDem                      | 923          | 2,30         |             |             |  |
|                | Pierre Duponchel              | Divers droite              | 301          | 0,75         |             |             |  |
|                | Marie-Catherine Dutilloy      | Divers écologiste (LT-LNÉ) | 283          | 0,71         |             |             |  |
|                | Alexis Atlani                 | Divers (Pirate)            | 276          | 0,69         |             |             |  |
|                | François Morvan               | Divers droite (DLR)        | 232          | 0,58         |             |             |  |
|                | Dominique Lacour              | Divers écologiste (AÉI)    | 152          | 0,38         |             |             |  |
|                | Mireille Lambert              | Extrême gauche (LO)        | 124          | 0,31         |             |             |  |
|                | Xavier Chiarelli              | Extrême gauche (NPA)       | 112          | 0,28         |             |             |  |
|                | Jean-Michel Sauge             | Extrême gauche (POI)       | 88           | 0,22         |             |             |  |
|                |                               |                            |              |              |             |             |  |
| Inscrits       | Inscrits                      | Inscrits                   | 68 822       | 100,00       | 68 822      | 100,00      |  |
| Abstentions    | Abstentions                   | Abstentions                | 28 188       | 40,96        | 28 632      | 41,6        |  |
| Votants        | Votants                       | Votants                    | 40 634       | 59,04        | 40 190      | 58,4        |  |
| Blancs et nuls | Blancs et nuls                | Blancs et nuls             | 512          | 1,26         | 1 880       | 4,68        |  |
| Exprimés       | Exprimés                      | Exprimés                   | 40 122       | 98,74        | 38 310      | 95,32       |  |

### Élections de 2017
|                                                                                  |                                                                                          |                           |                           |                          |                          |
|                                                                                  |                                                                                          | Premier tour 11 juin 2017 | Premier tour 11 juin 2017 | Second tour 18 juin 2017 | Second tour 18 juin 2017 |
|                                                                                  |                                                                                          |                           |                           |                          |                          |
|                                                                                  |                                                                                          | Nombre                    | % des inscrits            | Nombre                   | % des inscrits           |
| Inscrits                                                                         | Inscrits                                                                                 | 70 371                    | 100,00                    | 70 370                   | 100,00                   |
| Abstentions                                                                      | Abstentions                                                                              | 32 260                    | 45,84                     | 38 964                   | 55,37                    |
| Votants                                                                          | Votants                                                                                  | 38 111                    | 54,16                     | 31 406                   | 44,63                    |
|                                                                                  |                                                                                          |                           | % des votants             |                          | % des votants            |
| Bulletins blancs                                                                 | Bulletins blancs                                                                         | 373                       | 0,98                      | 2 186                    | 6,96                     |
| Bulletins nuls                                                                   | Bulletins nuls                                                                           | 147                       | 0,39                      | 847                      | 2,70                     |
| Suffrages exprimés                                                               | Suffrages exprimés                                                                       | 37 591                    | 98,64                     | 28 373                   | 90,34                    |
|                                                                                  |                                                                                          |                           |                           |                          |                          |
| Candidat Étiquette politique (partis et alliances)                               | Candidat Étiquette politique (partis et alliances)                                       | Voix                      | % des exprimés            | Voix                     | % des exprimés           |
|                                                                                  |                                                                                          |                           |                           |                          |                          |
|                                                                                  | Céline Calvez La République en marche !                                                  | 15 672                    | 41,69                     | 17 736                   | 62,51                    |
|                                                                                  | Arnaud de Courson Les Républicains (Union des démocrates et indépendants)                | 5 518                     | 14,68                     | 10 637                   | 37,49                    |
|                                                                                  | François-Xavier Bieuville Divers droite                                                  | 5 241                     | 13,94                     |                          |                          |
|                                                                                  | Aïssa Terchi La France insoumise                                                         | 3 525                     | 9,38                      |                          |                          |
|                                                                                  | Lies Messatfa Parti socialiste                                                           | 2 552                     | 6,79                      |                          |                          |
|                                                                                  | Geoffroy Rondepierre Front national                                                      | 1 606                     | 4,27                      |                          |                          |
|                                                                                  | Marie-Claude Fournier Europe Écologie Les Verts                                          | 1 156                     | 3,08                      |                          |                          |
|                                                                                  | Hicham Dad Parti communiste français                                                     | 475                       | 1,26                      |                          |                          |
|                                                                                  | Marie-Catherine Dutilloy Écologiste (Confédération pour l'homme, l'animal et la planète) | 455                       | 1,21                      |                          |                          |
|                                                                                  | Mimoun Ziani Divers (Union populaire républicaine)                                       | 328                       | 0,87                      |                          |                          |
|                                                                                  | Jean-Jacques Monjou Divers droite                                                        | 297                       | 0,79                      |                          |                          |
|                                                                                  | Mireille Lambert Lutte ouvrière                                                          | 216                       | 0,57                      |                          |                          |
|                                                                                  | Franck Beaudoin Divers                                                                   | 143                       | 0,38                      |                          |                          |
|                                                                                  | Xavier Hervo Divers (À nous la démocratie ! - La Relève citoyenne)                       | 142                       | 0,38                      |                          |                          |
|                                                                                  | Michel Tobiano Écologiste (Mouvement 100 %)                                              | 88                        | 0,23                      |                          |                          |
|                                                                                  | Daniel Dutheil Extrême gauche (Parti ouvrier indépendant démocratique)                   | 72                        | 0,19                      |                          |                          |
|                                                                                  | Derradji Zeghlache Écologiste                                                            | 61                        | 0,16                      |                          |                          |
|                                                                                  | Déborah Loemba Divers (Allons enfants !)                                                 | 44                        | 0,12                      |                          |                          |
| Source : Ministère de l'Intérieur - Cinquième circonscription des Hauts-de-Seine |                                                                                          |                           |                           |                          |                          |

### Élections de 2022
Les élections législatives françaises de 2022 ont lieu les dimanches 12 et 19 juin 2022.
|                                                    |                                                                              |                           |                           |                          |                          |
|                                                    |                                                                              | Premier tour 12 juin 2022 | Premier tour 12 juin 2022 | Second tour 19 juin 2022 | Second tour 19 juin 2022 |
|                                                    |                                                                              |                           |                           |                          |                          |
|                                                    |                                                                              | Nombre                    | % des inscrits            | Nombre                   | % des inscrits           |
| Inscrits                                           | Inscrits                                                                     | 75 570                    | 100                       | 75 584                   | 100                      |
| Abstentions                                        | Abstentions                                                                  | 37 471                    | 49,58                     | 37 597                   | 49,74                    |
| Votants                                            | Votants                                                                      | 38 099                    | 50,42                     | 37 987                   | 50,26                    |
|                                                    |                                                                              |                           | % des votants             |                          | % des votants            |
| Bulletins blancs                                   | Bulletins blancs                                                             | 464                       | 1,22                      | 1330                     | 3,50                     |
| Bulletins nuls                                     | Bulletins nuls                                                               | 342                       | 0,90                      | 519                      | 1,37                     |
| Suffrages exprimés                                 | Suffrages exprimés                                                           | 37 293                    | 97,88                     | 36 138                   | 95,13                    |
|                                                    |                                                                              |                           |                           |                          |                          |
| Candidat Étiquette politique (partis et alliances) | Candidat Étiquette politique (partis et alliances)                           | Voix                      | % des exprimés            | Voix                     | % des exprimés           |
|                                                    |                                                                              |                           |                           |                          |                          |
|                                                    | Céline Calvez* Ensemble La République en marche !                            | 12 877                    | 34,53                     | 21 584                   | 59,73                    |
|                                                    | Léa Druet Nouvelle Union populaire écologique et sociale La France insoumise | 10 732                    | 28,78                     | 14 554                   | 40,27                    |
|                                                    | Pierre Chassat Les Républicains                                              | 4 236                     | 11,36                     |                          |                          |
|                                                    | Caroline Mercier Divers droite                                               | 2 663                     | 7,14                      |                          |                          |
|                                                    | Agnieszka Gebarska Rassemblement national                                    | 2 029                     | 5,44                      |                          |                          |
|                                                    | Alexandre Rousset Reconquête                                                 | 1 905                     | 5,11                      |                          |                          |
|                                                    | Rezk Shehata Écologistes                                                     | 1 098                     | 2,94                      |                          |                          |
|                                                    | Cyril Crosnier Leconte Parti animaliste                                      | 544                       | 1,46                      |                          |                          |
|                                                    | Fabrice Garoyan Debout la France                                             | 293                       | 0,79                      |                          |                          |
|                                                    | Sonia Rabotoson Divers droite                                                | 284                       | 0,76                      |                          |                          |
|                                                    | Mireille Lambert Lutte ouvrière                                              | 245                       | 0,66                      |                          |                          |
|                                                    | Oussama Adref Union des démocrates musulmans français                        | 177                       | 0,47                      |                          |                          |
|                                                    | Zaya Gacem Parti ouvrier indépendant démocratique                            | 125                       | 0,34                      |                          |                          |
|                                                    | Mina Khalil Nouveau Parti anticapitaliste                                    | 85                        | 0,23                      |                          |                          |
| * Députée sortante                                 |                                                                              |                           |                           |                          |                          |

### Élections de 2024
| Candidat                 | Candidat                 | Parti et coalition       | Nuance                   | Premier tour | Premier tour | Second tour | Second tour |
| Candidat                 | Candidat                 | Parti et coalition       | Nuance                   | Voix         | %            | Voix        | %           |
| ------------------------ | ------------------------ | ------------------------ | ------------------------ | ------------ | ------------ | ----------- | ----------- |
|                          | Raphaël Pitti            | PP (NFP)                 | UG                       | 19 939       | 36,54        | 21 676      | 43,95       |
|                          | Céline Calvez            | RE                       | ENS                      | 17 255       | 31,62        | 27 642      | 56,05       |
|                          | Amélie Pinçon            | RAD (RN)                 | UXD                      | 7 869        | 14,42        |             |             |
|                          | Sophie Deschiens         | LR                       | LR                       | 6 935        | 12,71        |             |             |
|                          | Hayat Bakhti             | UDI                      | UDI                      | 891          | 1,63         |             |             |
|                          | Josette Botet            | REC                      | REC                      | 571          | 1,05         |             |             |
|                          | Benjamin Dewhurst        | DIV                      | DIV                      | 542          | 0,99         |             |             |
|                          | Mireille Lambert         | EXG                      | EXG                      | 343          | 0,63         |             |             |
|                          | Alexandra Riu            | DVC                      | DVC                      | 227          | 0,42         |             |             |
|                          |                          |                          |                          |              |              |             |             |
| Votes valides            | Votes valides            | Votes valides            | Votes valides            | 54 572       | 98,81        | 49 318      | 95,02       |
| Votes blancs             | Votes blancs             | Votes blancs             | Votes blancs             | 423          | 0,77         | 1 850       | 3,56        |
| Votes nuls               | Votes nuls               | Votes nuls               | Votes nuls               | 232          | 0,42         | 735         | 1,42        |
| Total                    | Total                    | Total                    | Total                    | 55 227       | 100,00       | 51 903      | 100,00      |
| Abstention               | Abstention               | Abstention               | Abstention               | 22 261       | 28,73        | 25 611      | 33,04       |
| Inscrits / participation | Inscrits / participation | Inscrits / participation | Inscrits / participation | 77 488       |              | 77 514      |             |

## Pour approfondir